# Orthomegas pehlkei
Orthomegas pehlkei es una especie de escarabajo longicornio del género Orthomegas, tribu Callipogonini, subfamilia Prioninae. Fue descrita científicamente por Lameere en 1904.

## Descripción
Mide 70-80 milímetros de longitud.

## Distribución
Se distribuye por Bolivia, Brasil, Colombia, Ecuador, Guayana Francesa y Perú.